# National Underwater & Marine Agency
Fondata nel 1978 da Clive Cussler, scrittore statunitense, la National Underwater and Marine Agency (nota anche con l'acronimo NUMA), è una fondazione non profit specializzata nel recupero e l'identificazione di relitti marini di rilevanza storica, che ha preso il nome dall'omonima agenzia governativa di fantasia per cui lavorano i personaggi dei libri di Cussler.
In venti anni di attività, che Cussler ha raccontato nel libro Cacciatori del mare, la sua squadra di ingegneri e sommozzatori ha portato a termine con successo più di sessanta operazioni, tra cui la più famosa è il recupero del sottomarino Hunley.

## Consiglio di amministrazione
Membri:
- Clive Cussler (deceduto)
- Dirk Cussler, Presidente
- Colonnello Walter Schob
- Dana Larson
- Ammiraglio William Thompson
- William Shea (deceduto)
- Michael Hogan
- Harold Edgerton (deceduto)
- Erick Schonstedt (deceduto)
- Clyde Smith
- Don Walsh
- Peter Throckmorton (deceduto)
- Kenhelm Stott, Jr. (deceduto)
- Tony Bell
- Douglas Wheeler
- Wayne Gronquist
- Craig Dirgo
- Barbara Knight (deceduto)
- Robert Esbenson (deceduto)
- Ralph Wilbanks

## Spedizioni NUMA
Le spedizioni della NUMA tendono a concentrarsi sulla ricerca di navi di origine americana dal XIX secolo fino ai primi anni del XX secolo, in particolare su navi dell'Unione e Confederate della Guerra Civile Americana. La NUMA ha localizzato o tentato di localizzare le seguenti navi e manufatti marini:
- HMS Actaeon, fregata britannica insabbiata e incendiata nella battaglia davanti a Fourt Moultrie, nella Carolina del Sud, durante la guerra rivoluzionaria del 1776.
- USS Akron, dirigibile di tipo rigido della United States Navy precipitato a Beach Haven nel New Jersey nel 1933.
- CSS Alabama, nave per la guerra di corsa.
- Alexander Nevski, fregata a vapore russa; arenatasi a Thyborøn nel 1868 mentre trasportava il principe ereditario.
- CSS Arkansas, corazzata confederata incendiata dall'equipaggio per evitarne la cattura a monte di Baton Rouge, in Louisiana, nel 1862.
- SMS Blücher, incrociatore corazzato tedesco; affondato nella battaglia di Dogger Bank nel 1915.
- Brutus, scuna (goletta) della marina della Repubblica del Texas.
- Bonhomme Richard, fregata della Marina Militare Continentale degli Stati Uniti d'America.
- USS Carondelet, cannoniera corazzata.
- RMS Carpathia, transatlantico inglese della compagnia navale Cunard Line che recò i primi soccorsi al Titanic, portando in salvo i sopravvissuti. Silurata dall'U-55 nel 1918.
- CSS Chicora, nave corazzata confederata.
- CSS Charleston, nave corazzata confederata.
- USS Commodore Jones, traghetto trasformato in cannoniera nordista. Distrutta nel 1864 da una mina sul fiume James.
- USS Cumberland, fregata della United States Navy speronata e affondata dalla corazzata confederata Merrimack, a Newport News in Virginia nel 1862.
- USS Cyclops, nave carboniere della marina militare degli Stati Uniti.
- CSS Drewry, cannoniera confederata affondata nel 1865 dal fuoco dell'artiglieria nordista nella battaglia di Trent's Reach.
- HMS Defence, incrociatore corazzato britannico, affondato durante la battaglia dello Jutland.
- HM Bark Endeavour, nave oceanografica britannica.
- CSS Florida, corvetta da guerra confederata catturata a Bahia in Brasile e fatta affondare presso Newport News in Virginia, nel 1864.
- CSS Fredericksburg, corazzata confederata fatta saltare in aria dall'equipaggio nei pressi del Drewery'Bluff nel 1865.
- CSS Gaines, cannoniera confederata fatta arenare presso Fort Morgan e data alle fiamme nel 1865.
- CSS General Beauregard, ariete confederato che partecipò alla battaglia di Memphis. Gravemente danneggiato affondò lungo la sponda occidentale del fiume Mississippi nel 1862.
- CSS General Lovell, ariete confederato speronato e affondato durante la battaglia di Memphis nel 1862.
- PS General Slocum, battello da crociera newyorkese che prese fuoco e si arenò al largo dell'isola di North Brothers a New York nel 1893.
- CSS General Thompson, ariete confederato danneggiato e arenato durante la battaglia di Memphis nel 1862.
- CSS Governor Moore, piroscafo passeggeri poi convertito in cannoniera confederata fatta arenare nel 1862 e incendiata dall'equipaggio per evitarne la cattura.
- Great Stone Fleet
- Greyhound
- HMS Hawke, incrociatore britannico di prima classe, affondato dall'U-boat tedesco U-9 nell'ottobre del 1914.
- USS Housatonic, sloop-of-war della United States Navy. Prima nave da guerra ad essere stata affondata da un sottomarino, il confederato Hunley, nel 1864, con la perdita di cinque uomini dell'equipaggio dati per dispersi a seguito dell'impatto.
- CSS H. L. Hunley, battello sottomarino appartenente alla Marina degli Stati Confederati d'America. Scomparso dopo aver fatto saltare l'Housatonic nel 1864 al largo di Charleston, nella Carolina del Sud.
- HMS Invincible, goletta armata affondata nella battaglia dello Jutland.
- Ivanhoe, violatore di blocco confederato catturato e distrutto da cannoniere nordiste al largo di Fort Morgan nella baia di Mobile in Alabama nel 1863.
- CSS Jamestown, piroscafo confederato affondato per ostruire il passaggio presso il Drewry's Bluff nel 1862.
- USS Keokuk, piroscafo corazzato sperimentale affondato al largo di Charleston, nella Carolina del Sud, nel 1863.
- L'Oiseau Blanc ("Uccello Bianco"), aereo francese pilotato da Charles Nungesser e François Coli scomparso durante un tentativo di volo transatlantico nel 1927 per vincere il Premio Orteig.
- SS Leopoldville, trasporto truppe belga silurato fuori Cherbourg nel 1944.
- Lexington, piroscafo incendiatosi nel 1840 e affondato nello stretto di Long Island a New York.
- Locomotiva perduta del Kiowa Creek, treno della Kansas Pacific travolto durante una piena del Kiowa Creek nel Colorado nel 1878.
- CSS Louisiana, nave corazzata confederata.
- George Mallory e Andrew Irvine, scalatori dispersi sul Monte Everest nel 1924.
- CSS Manassas, rompighiaccio a vapore, affondata e incendiata nel fiume Mississippi durante la battaglia di New Orleans nel 1862.
- Mary Celeste, Brigantino canadese.
- USS Milwaukee, nave della United States Navy.
- USS Mississippi, fregata affondata durante la Guerra civile americana.
- New Orleans, battello a vapore affondato all'altezza del molo di Baton Rouge nel 1814.
- Norseman, violatore di blocco confederato fatto arenare all'Isola delle Palme nella Carolina del Sud nel 1865.
- Northampton, nave da cargo confederata affondata per ostruire il transito sotto il Drewry's Bluff nel 1862.
- Odin, nave a vapore reale svedese arenatasi al largo dello Jutland nel 1836 con il primo ministro svedese a bordo.
- USS Osage, nave della United States Navy.
- CSS Palmetto State, corazzata confederata.
- USS Patapsco, monitore corazzato della United States Navy affondata dopo essere finita sopra una mina confederata davanti a Fort Moultrie nel 1865.
- HMS Pathfinder, esploratore britannico colpita ed affondata da un U-Boot, nel 1914
- USS Philippe, cannoniera della marina nordista distrutta durante la battaglia della baia di Mobile nel 1864.
- Platte Valley, piroscafo affondato nel 1867 dopo l'incagliamento sul relitto del General Beauregard.
- Raccoon, violatore di blocco confederato catturato e incendiato nel 1863 da una cannoniera nordista mentre lasciava il porto di Charleston con un carico di cotone.
- Rattlesnake, violatore di blocco confederato catturato e dato alle fiamme dalla marina nordista nel 1863 mentre tentava di entrare nel porto di Charleston con un carico di armi.
- HMS Resolution
- CSS Richmond, corazzata confederata che difese la foce del fiume James distrutta dopo la caduta di Richmond dal suo stesso equipaggio nei pressi del Chaffin's Bluff nel 1865.
- Ruby, violatore di blocco con audaci imprese al suo attivo costretto ad arenarsi nel 1864 all'isola di Folly nella Carolina del Sud e poi distrutto.
- S-35, cacciatorpediniere tedesco affondato durante la battaglia dello Jutland nel 1916.
- Saint Patrick, piroscafo confederato incendiatosi e affondato a monte di Memphis nel 1868.
- SS Savannah, prima nave a vapore ad attraversare l'Oceano Atlantico.
- HMS Shark, cacciatorpediniere britannico affondato durante la battaglia dello Jutland nel 1916.
- Stonewall Jackson, violatore di blocco confederato finito in secca sull'Isola delle Palme nella Carolina del Sud nel 1864.
- Sultana, battello a vapore esploso nel più grande disastro marittimo nella storia degli Stati Uniti d'America.
- Swamp Angel, cannone che ha sparato durante la guerra civile americana su Charleston prima di esplodere.
- Torpedo Raft
- Twin Sisters, coppia di cannoni da sei libbre usati contro il generale Antonio López de Santa Anna nella battaglia di San Jacinto[1]
- U-12, U-Boot tedesco speronato ed affondato dal cacciatorpediniere britannico HMS Ariel nel 1915.
- U-20, U-Boat tedesco che affondò il transatlantico RMS Lusitania nel 1915; arenatosi sulla costa dello Jutland nel 1916.
- U-21, U-Boat tedesco affondato nel 1919.
- V-48, cacciatorpediniere tedesco affondato durante la battaglia dello Jutland nel 1916.
- USS Varuna, cannoniera nordista costretta ad arenarsi e data alle fiamme nel 1862.
- CSS Virginia, a.k.a. USS Merrimack
- CSS Virginia II, corazzata confederata incendiata dall'equipaggio al Drewry's Bluff allo scopo di impedirne la cattura nel 1865.
- Flotta della Virginia affondata da Benedict Arnold.
- USS Weehawken, monitor corazzato della United States Navy affondato durante una tempesta al largo di Charleston nella Carolina del Sud nel 1864.
- SS Waratah, translatico di linea scomparso al largo delle coste africane nel 1909.
- SMS Wiesbaden, incrociatore leggero tedesco affondato durante la battaglia dello Jutland nel 1916.
- Zavala, piroscafo passeggeri poi trasformato in unità da guerra della marina della Repubblica del Texas. Arenato nella baia di Galveston in Texas nel 1842.